# 吉米·赫塞爾登
詹姆士·威廉·赫塞爾登（英語：James William Heselden，1948年3月28日—2010年9月26日），暱稱為吉米·赫塞爾登（英語：Jimi Heselden），生於英國英格蘭里茲，發明家與企業家。他發明了艾斯科防爆牆，並創辦了艾斯科公司（Hesco Bastion Ltd）。身家達1.66億英鎊，名列《星期日泰晤士報》富豪榜第395位。

## 生平
吉米·赫塞爾登15歲就離開學校，成為一名煤礦工人。在1984-1985年英国矿工大罢工中，他失去工作，之後用他的遣散費設立了一間商店，開始作噴砂與土木建築的工作。1989年創立了艾斯科防爆牆公司，總部設在里茲，發明了艾斯科防爆牆取代沙包，為在阿富汗和伊拉克前線作戰的士兵提供保護。艾斯科防爆牆成為北約、美軍和英軍的標準裝備，赫塞爾登因而致富。
赫塞爾登是著名慈善家，2008年捐出1000萬英鎊成立慈善基金「里茲社區基金會」，2009年捐多300萬英鎊，2010年9月再捐1000萬英鎊，這是全英57個基金會收到的最大筆捐款，「里茲社區基金會」也成為全國最大規模的私募基金之一。
赫塞爾登於2009年12月買下賽格威公司。2010年，在騎乘Segway时出事身亡。